# Генеральный директорат по вопросам конкуренции
Генеральный директорат по вопросам конкуренции (англ. Directorate-General for Competition, DG COMP) — один из генеральных директоратов Европейской комиссии.

## Общие сведения
Его основная цель — обеспечение честной конкуренции на внутреннем рынке Европейского союза и предотвращение доминирования отдельных компаний, что могло бы привести к искажению конкуренции. 
Директорат находится в распоряжении Европейского комиссара по вопросам конкуренции, которым с 2014 года является Маргрете Вестагер.
Расположен в Брюсселе. Численностью примерно 850 человек, не включая прикомандированных сотрудников из национальных органов по вопросам конкуренции. 
Нынешний директор — Оливье Герсен.
Директорат считается одним из самых сложных антимонопольных органов в мире, наряду с Федеральной торговой комиссией США и Антимонопольным отделом Министерства юстиции США.

## Функции
Генеральный директорат по вопросам конкуренции расследует нарушения антимонопольных законов, включая картельные соглашения, злоупотребление доминирующим положением и слияния, которые могут негативно сказаться на конкуренции в ЕС. Директорат также предоставляет советы и рекомендации по вопросам конкуренции. Его деятельность направлена на поддержание равных условий для предпринимательства и защиту интересов потребителей в Европейском союзе. 

## Деятельность
Штрафы для корпораций от комиссии выросли с 3,4 млрд евро в период с 2000 по 2004 год до 9,4 млрд евро в период с 2005 по 2009 год. В период с 2010 по 2012 год его общий объём составил 5,4 млрд евро.
23 июля 2024 года Директорат начал расследование против немецкой компании по доставке «Delivery Hero» и его испанской дочерней компании «Glovo» на предмет создания картеля. Компании являются одними из крупных компаний по доставке в Европе. В июле 2022 года «Delivery Hero» приобрела контрольный пакет акций «Glovo». Директоратом выдвигаются предположения о том, что перед сделкой по приобретению компании разделили географически рынок и поделились коммерчески важной информацией.
19 июня 2025 года Директорат одобрил приобретение итальянской финансовой группой UniCredit конкурента Banco BPM с условием продажи UniCredit 209 своих филиалов для соответствия антимонопольному законодательству ЕС. Разрешение было выдано несмотря на запрос Управления по защите конкуренции и рынка Италии на рассмотрение дела по итальянскому антимонопольному законодательству.